# أرض النفاق (مسلسل)
أرض النفاق مسلسل مصري تم عرضه في رمضان 1439هـ/2018م. على قناة قناة إس بي سي المسلسل من إنتاج شركة العدل جروب وبطولة كل من محمد هنيدي، هنا شيحة، دلال عبد العزيز وسامي مغاوري. قصة المسلسل مقتبسة من رواية للكاتب يوسف السباعي تحمل نفس الاسم.

## القصة
تدور أحداث المسلسل حول عامل محدود الدخل من عُمال الإنارة في حي اسمه «مسعود» حيث يعيش العامل حياة بائسة ودخله لا يكفي معيشته، وكان دومًا ما يواجه خلافات مع زوجته «جميلة» وحماته اللتين لم تعودا قادرتين على العيش معه، ويمتلك والده محلاً لبيع الكُسكُسّي، وفي يوم من الأيام تستدرجه الحياة ليتعرف على «دكتور ماضي» الذي يقدم له أخلاق للبيع على هيئة حبوب، فيبدأ في تناول الحبوب تباعًا ليكتشف معها حياة جديدة بشخصيات جديدة وأخلاق مستعارة للبيع.
- الحبوب بالترتيب: القوة - النفاق -السرقة - المروءة - البخل - الإبداع - الانتقام - الحظ التعس - الحظ السعيد - الصراحة- مجهولة

## أزمة عرض المسلسل
أعلن هنيدي عبر حسابه على موقع تويتر يوم الخميس الموافق لـ 10 مايو 2018 عن وقف عرض المسلسل على قناة أون تي في وخروجه من السباق الرمضاني وذلك لأسباب لا تعلمها إلا إدارة القناة. وكانت مجموعة العدل جروب (الشركة المنتجة للمسلسل) قد أعلنت استعانتها بالفنان سامي مغاوري ليحل بديلا للإعلامي إبراهيم عيسى في مسلسل في نسخته السعودية بعد أن حدثت حالة من الغضب في المملكة وذلك بسبب تواجد إبراهيم عيسى ضمن طاقم العمل بسبب آرائه في بعض المسائل السياسية بالمملكة العربية السعودية والتي يعتبرها البعض مسيئة للمملكة.
بعد الأزمة التي لحقت بالمسلسل وخروجه من خريطة العرض على القنوات المصرية في شهر رمضان؛ كشف الفنان محمد هنيدي عن الإعلان الرسمي الجديد للعمل، حيث أكد لجمهوره عبر حسابه على تويتر مرة أخرى بتاريخ 13 مايو أن إصرار الجمهور لمشاهدة المسلسل كان دافعا قويا وسببا لعودته لاستئناف تصويره مرة أخرى رغم عدم عرضه على القنوات المصرية إلا أنه سيُعرض في قنوات عربية أخرى مثل السعودية وتونس والمغرب وحتى على يوتيوب.

## طاقم العمل

### الممثلون
| الشخصيات الرئيسية - محمد هنيدي: مسعود - دلال عبدالعزيز: أم جميلة - هنا شيحة: جميلة - محمد ثروت: حسن - سلوى محمد علي: سوسو - أحمد عبد المجيد : عصام - محمود حافظ: زكريا - محمد محمود: إسماعيل كسكسي | بالإضافة إلى - سامي مغاوري: الدكتور ماضي - فتوح أحمد: استاذ ماهر - بليغ حبشي - محمد الصاوي: الحاج على أبو هاسامية - أحمد ثابت - محمد عبد العظيم: منصور بك - مروة الأزلي - نهى صالح: (سالي) - تامر فرج | ضيوف الشرف - وفاء سالم: زوجة منصور بك - سمير العصفوري - ياسر علي ماهر - إيمان السيد: المعلمة روحية - ليلى عز العرب: افتخار - حمدي هيكل: المعلم درونج - كمال سليمان: أ. كمال - نجوى فؤاد: نوجة - تيم هاني: (طفل) |

الممثلين:
- ناصر شاهين
- محمد طه
- محمد عبد الرشيد
- علي حمدي
- عماد العروسي
- هشام شرف
- أمير العشري
- محمد الرخ
- أشرف بوزيشن
- ثابت الرايق
- دعاء أدم
- جمال عبد الرازق
- راندا إبراهيم
- مصطفى غريب
- رنا الحسيني
- علي جمال الدين
- محمود بشير
- زكي لوجو
- محمد رضوان
- هشام منصور
- إبراهيم أبو عوف
- محمد غنيم: عبدو
- احمد السيسي
- هالة هاشم
- عمرو عنتر
- محمد صلاح
- ناصر عبد الله
- رنا خليل
- فاتن شعبان: أم سامية
- إسلام العراقي
- يورا محمد
- يسرية السيد
- احمد عبد الهادي
- سحر كامل
- محمد دياب
- صفاء الزامل
- عبير فاروق
- عزة مصطفى
- عامر الكدواني
- رانيا زكي
- يوسف حافظ
- كريم دسوقي
- أحمد فرغلي
- محمد فرج: أمين شرطه
- حمادة صميدة
- محمود المصري: السجان
- علي محمد علي
- سيد منير
- عبد الرحمن هاني
- محمد العزازي
- برنسة عبد الغني
- رحاب حسين
- أحمد جاد
- أحمد عادل
- اشرف الغنام
- سيد خميس
- عمرو المغربي
- ناصر عيد
- احمد مصيلحي
- محمود جليفون
- ادم تامر: طفل
- ملك تامر: طفلة

### التأيف
- يوسف السباعي: كاتب القصة
- أحمد عبد الله: معالجة درامية وسيناريو وحوار

### الاخراج
- سامح عبد العزيز
- محمد جمال العدل

## وصلات خارجية
- أرض النفاق على موقع قاعدة بيانات الأفلام العربية
- الإعلان الرسمي على يوتيوب
- صفحة مسلسل أرض النفاق على موقع السينما.كوم